# Not an Artist
Not an Artist ist eine Filmkomödie von Alexi Pappas und Jeremy Teicher. Die Weltpremiere erfolgte Ende Oktober 2023 beim Austin Film Festival.

## Handlung
In einem exklusiven Artist-in-Residency-Programm, das von einem rätselhaften Mäzen betreut/kuratiert wird, geraten die Künstler in Aufruhr, als ihnen ein Ultimatum unterbreitet wird. Sie sollen ihr volles kreatives Potenzial entfalten oder aber für immer ihre Kunst aufgeben.

## Produktion
Regie führten Alexi Pappas und Jeremy Teicher. Sie arbeiteten bereits für die Miniserie Speed Goggles aus dem Jahr 2016, das Sportdrama Tracktown aus dem gleichen Jahr  und die Liebeskomödie Olympic Dreams von 2019 zusammen. Während Pappas eigener sportlicher Karriere machte sie sich in der Leichtathletik einen Namen und hält den griechischen Rekord im 10.000-Meter-Lauf. Das Drehbuch für Not an Artist schrieben Pappas und Teicher gemeinsam mit dem Schauspieler Matt Walsh, der im Film auch in einer der Hauptrollen zu sehen ist. Pappas selbst spielt ebenfalls im Film mit.
Weiter auf der Besetzungsliste finden sich die Schauspielerin und Sängerin Ciara Bravo, die australische Schauspielerin und Tänzerin Cleopatra Coleman und der Rapper RZA, der den Mäzen spielt.
Die Weltpremiere von Not an Artist fand am 28. Oktober 2023 beim Austin Film Festival statt.